# Diables Socarrimats de l'Infern
La colla de Diables Socarrimats de l'Infern va néixer la primeria del 2012, promoguda per l'interès d'un grup d'amics de difondre la cultura i la tradició de la festa del foc. Centra l'activitat en els barris de la Bordeta, Hostafrancs i Sants, on fa un esforç entre el veïnat per difondre la tradició dels diables com a eina d'integració i col·laboració.
L'associació s'estructura en tres seccions: la colla de diables infantil, la d'adults i el grup de tabalers. Aquesta darrera, a banda d'acompanyar els correfocs i més actes dels diables, participa autònomament en activitats organitzades per entitats culturals i escoles.
La vestimenta que fan servir els membres de la colla és composta d'una casaca i uns pantalons negres, amb flames de color taronja i lila, i cada membre hi afegeix la decoració que li abelleix. Els tabalers porten samarreta taronja, amb el logotip de la colla.